# تد دنسن
ادوارد بریج "تد" دنسن سوم (انگلیسی: Edward Bridge "Ted" Danson III؛ زادهٔ ۲۹ دسامبر ۱۹۴۷) یک هنرپیشه سینما و تلویزیون، پدیدآور و تهیه‌کننده اهل ایالات متحده آمریکا است. وی از سال ۱۹۷۵ میلادی تاکنون مشغول فعالیت بوده‌است.

## بخشی از فیلمشناسی
از فیلم‌ها یا برنامه‌های تلویزیونی که وی در آن نقش داشته‌است می‌توان به فیلم‌های سینمایی: گرمای بدن (۱۹۸۱)، نمایش مورمور (۱۹۸۲)، سه مرد و یک نوزاد (۱۹۸۷)، خویشاوندی هم‌نیایی (۱۹۸۹)، پدر (۱۹۸۹)، سه مرد و یک خانم کوچک (۱۹۹۰)، نجات سرباز رایان (۱۹۹۸)، معجزه بزرگ (۲۰۱۲)، تد (۲۰۱۲)، و مجموعه‌های تلویزیونی: پخش زنده شنبه شب (۱۹۸۹)، سیمپسون‌ها (۱۹۹۴)، فریژر (۱۹۹۵)، بکر (۲۰۰۴–۱۹۹۸)، زیاد ذوق‌زده نشو (تاکنون-۲۰۰۰)، پادشاه تپه (۲۰۰۸)، دیوانه پول (۲۰۰۸)، در حد مرگ کسل‌شده (۲۰۱۱–۲۰۰۹)،سی‌اس‌آی (۲۰۱۱–۲۰۱۵)سی‌اس‌آی: نیویورک (۲۰۱۳)، بابای آمریکایی! (۲۰۱۵)، فارگو (۲۰۱۵)، ساخت آمریکا، جری و تام، مرد عنکبوتی: چالش اژدها(۱۹۸۱) اشاره کرد.

## جوایز و نامزدی‌ها
| سال  | جایزه                          | رده                                                                         | اثر نامزدشده               | نتیجه    |
| ---- | ------------------------------ | --------------------------------------------------------------------------- | -------------------------- | -------- |
| ۱۹۸۳ | جایزه امی ساعات پربیننده       | Outstanding Lead Actor in a Comedy Series                                   | Cheers                     | نامزدشده |
| ۱۹۸۴ | جایزه گلدن گلوب                | Best Actor – Television Series Musical or Comedy                            | Cheers                     | نامزدشده |
| ۱۹۸۴ | جایزه امی ساعات پربیننده       | Outstanding Lead Actor in a Comedy Series                                   | Cheers                     | نامزدشده |
| ۱۹۸۴ | جایزه امی ساعات پربیننده       | Outstanding Lead Actor in a Miniseries or a Movie                           | Something About Amelia     | نامزدشده |
| ۱۹۸۵ | جایزه گلدن گلوب                | Best Actor – Miniseries or Television Film                                  | Something About Amelia     | برنده    |
| ۱۹۸۵ | جایزه گلدن گلوب                | Best Actor – Television Series Musical or Comedy                            | Cheers                     | نامزدشده |
| ۱۹۸۵ | جایزه برگزیده مردم             | جایزه برگزیده مردم                                                          | Cheers                     | نامزدشده |
| ۱۹۸۵ | جایزه امی ساعات پربیننده       | Outstanding Lead Actor in a Comedy Series                                   | Cheers                     | نامزدشده |
| ۱۹۸۶ | جایزه امی ساعات پربیننده       | Outstanding Lead Actor in a Comedy Series                                   | Cheers                     | نامزدشده |
| ۱۹۸۷ | جایزه گلدن گلوب                | Best Actor – Television Series Musical or Comedy                            | Cheers                     | نامزدشده |
| ۱۹۸۷ | جایزه امی ساعات پربیننده       | Outstanding Lead Actor in a Comedy Series                                   | Cheers                     | نامزدشده |
| ۱۹۸۸ | جایزه برگزیده مردم             | جایزه برگزیده مردم                                                          | Cheers                     | نامزدشده |
| ۱۹۸۸ | جایزه امی ساعات پربیننده       | Outstanding Lead Actor in a Comedy Series                                   | Cheers                     | نامزدشده |
| ۱۹۸۹ | American Comedy Awards         | Funniest Male Performer in a Television Series                              | Cheers                     | نامزدشده |
| ۱۹۸۹ | جایزه گلدن گلوب                | Best Actor – Television Series Musical or Comedy                            | Cheers                     | نامزدشده |
| ۱۹۸۹ | جایزه برگزیده مردم             | جایزه برگزیده مردم                                                          | Cheers                     | نامزدشده |
| ۱۹۸۹ | جایزه امی ساعات پربیننده       | Outstanding Lead Actor in a Comedy Series                                   | Cheers                     | نامزدشده |
| ۱۹۹۰ | American Comedy Awards         | Funniest Male Performer in a Television Series                              | Cheers                     | نامزدشده |
| ۱۹۹۰ | American Comedy Awards         | Funniest Supporting Actor in a Motion Picture                               | پدر (فیلم ۱۹۸۹)            | نامزدشده |
| ۱۹۹۰ | جایزه گلدن گلوب                | Best Actor – Television Series Musical or Comedy                            | Cheers                     | برنده    |
| ۱۹۹۰ | جایزه برگزیده مردم             | جایزه برگزیده مردم                                                          | Cheers                     | نامزدشده |
| ۱۹۹۰ | جایزه امی ساعات پربیننده       | Outstanding Lead Actor in a Comedy Series                                   | Cheers                     | برنده    |
| ۱۹۹۰ | Viewers for Quality Television | Best Actor در یک Quality Comedy Series                                      | Cheers                     | نامزدشده |
| ۱۹۹۱ | American Comedy Awards         | Funniest Male Performer in a Television Series                              | Cheers                     | برنده    |
| ۱۹۹۱ | جایزه گلدن گلوب                | Best Actor – Television Series Musical or Comedy                            | Cheers                     | برنده    |
| ۱۹۹۱ | جایزه برگزیده مردم             | جایزه برگزیده مردم                                                          | Cheers                     | نامزدشده |
| ۱۹۹۱ | جایزه امی ساعات پربیننده       | Outstanding Lead Actor in a Comedy Series                                   | Cheers                     | نامزدشده |
| ۱۹۹۱ | Viewers for Quality Television | Best Actor in a Quality Comedy Series                                       | Cheers                     | نامزدشده |
| ۱۹۹۲ | جایزه گلدن گلوب                | Best Actor – Television Series Musical or Comedy                            | Cheers                     | نامزدشده |
| ۱۹۹۲ | جایزه برگزیده مردم             | جایزه برگزیده مردم                                                          | Cheers                     | نامزدشده |
| ۱۹۹۲ | جایزه امی ساعات پربیننده       | Outstanding Lead Actor in a Comedy Series                                   | Cheers                     | نامزدشده |
| ۱۹۹۳ | جایزه گلدن گلوب                | Best Actor – Television Series Musical or Comedy                            | Cheers                     | نامزدشده |
| ۱۹۹۳ | جایزه برگزیده مردم             | جایزه برگزیده مردم                                                          | Cheers                     | نامزدشده |
| ۱۹۹۳ | جایزه امی ساعات پربیننده       | Outstanding Lead Actor in a Comedy Series                                   | Cheers                     | برنده    |
| ۱۹۹۷ | جایزه ستلایت                   | Satellite Award for Best Actor – Miniseries or Television Film              | Gulliver's Travels         | نامزدشده |
| ۲۰۰۰ | جایزه ستلایت                   | Best Actor – Television Series Musical or Comedy                            | بکر (مجموعه تلویزیونی)     | نامزدشده |
| ۲۰۰۱ | جایزه گلدن گلوب                | Best Actor – Television Series Musical or Comedy                            | بکر (مجموعه تلویزیونی)     | نامزدشده |
| ۲۰۰۳ | جایزه ستلایت                   | Best Actor – Miniseries or Television Film                                  | Living with the Dead       | نامزدشده |
| ۲۰۰۵ | جایزه ستلایت                   | Best Actor – Miniseries or Television Film                                  | Our Fathers                | نامزدشده |
| ۲۰۰۶ | جایزه ستلایت                   | Best Actor – Television Series Musical or Comedy                            | Help Me Help You           | نامزدشده |
| ۲۰۰۶ | جایزه انجمن بازیگران فیلم      | Outstanding Performance by a Male Actor in a Miniseries or Television Movie | Knights of the South Bronx | نامزدشده |
| ۲۰۰۸ | جایزه گلدن گلوب                | Best Supporting Actor – Series, Miniseries or Television Film               | Damages                    | نامزدشده |
| ۲۰۰۸ | جایزه امی ساعات پربیننده       | Outstanding Supporting Actor in a Drama Series                              | Damages                    | نامزدشده |
| ۲۰۰۹ | جایزه امی ساعات پربیننده       | Outstanding Guest Actor in a Drama Series                                   | Damages                    | نامزدشده |
| ۲۰۱۰ | جایزه امی ساعات پربیننده       | Outstanding Guest Actor in a Drama Series                                   | Damages                    | نامزدشده |